# طلاق (فیلم ۱۹۷۰)
طلاق (ایتالیایی: Il divorzio) فیلمی در ژانر کمدی است که در سال ۱۹۷۰ منتشر شد.

## بازیگران
- ویتوریو گاسمن
- آنا مافو
- اومبرتو دورسی
- آنیتا اکبرگ
- آلساندرو مومو
- نادیا کاسینی
- تیبریو مورجا
- سرجو گراتسیانی
- انیو آنتونلی
- فرانچسکو موله
- کلاودیا جانوتی
- ماریو فِرِرا